# جين سايمور
جين سايمور (بالإنجليزية: Jane Seymour)‏ هي ممثلة أمريكية، ولدت في 24 مارس 1893 في هاميلتون في كندا، وتوفيت في 30 يناير 1956.

## وصلات خارجية
- جين سايمور على موقع IMDb (الإنجليزية)
- جين سايمور على موقع قاعدة بيانات برودواي على الإنترنت (الإنجليزية)
- جين سايمور على موقع قاعدة بيانات الفيلم (الإنجليزية)